# گندوقارچ‌سانان
گندوقارچ‌سانان (نام علمی: Phallales) نام یک راسته از رده کلاه‌قارچان است.